# 万福寺 (福清)
万福寺，又称般若堂、万福禅寺、古黄檗山寺，位于福建省福州市福清市渔溪镇黄檗山上，是汉传佛教禅宗寺庙、日本黄檗宗祖庭、汉族地区佛教全国重点寺院之一。

## 简介
该寺建于唐德宗贞元五年（789年），由惠能弟子正干禅师创建，起初名字为般若堂，后改万福寺。希运法师在此出家，后义玄法师参学希运，在河北正定创立临济寺，临济宗从此扬名。历代都有修葺，清朝毁于倭寇入侵。万历二十九年（1601年），正圆禅师重建，后明神宗御赐藏经并敕“万福禅寺”。明朝崇祯十年（1637年），隐元法师任万福寺住持，并在日本承應三年（1654年）应邀率众东渡日本並創立黄檗宗，对中日佛教及文化交流影响深远。后寺庙由于山洪而毁，在中日各界支持下，佛寺于1989年得到重修。